# میدان نفتی آب تیمور
میدان نفتی آب تیمور از میدان‌های نفتی ایران است که در استان خوزستان و میان میدان نفتی منصوری و میدان نفتی سوسنگرد قرار دارد.
ساختار ساختمانی میدان آب‌تیمور در سال ۱۳۴۰ توسط شرکت اکتشاف و تولید نفت ایران، با انجام عملیات لرزه‌نگاری کشف شد و ۶ سال بعد، در سال ۱۳۴۶ با حفر چاه شماره یک آب‌تیمور، اقتصادی بودن برداشت نفت از مخزن بنگستان این میدان اثبات گردید. تولید از این میدان در سال ۱۳۷۰ با بهره‌برداری از ۲ حلقه چاه آغاز شد. طول این میدان ۲۳ کیلومتر و عرض آن ۶ کیلومتر است و بر مبنای محاسبات اولیه، حداقل نفت درجای میدان آبتیمور ۱۵ میلیارد بشکه تخمین زده می‌شود. میزان ظرفیت تولید نفت خام میدان آب‌تیمور ۶۰ هزار بشکه در روز است، که در مجموع از طریق ۵۰ حلقه چاه، از مخازن ایلام (۲۹ حلقه چاه) و سروک (۲۱ حلقه چاه) این میدان، تولید نفت صورت می‌گیرد. نفت خام تولیدی چاه‌های این میدان، در واحد بهره‌برداری آبتیمور جمع‌آوری شده و پس از فرآورش، به مجتمع بهره‌برداری اهواز۳ و از آنجا نیز به پالایشگاه تهران ارسال می‌شود. میدان نفتی آبتیمور از میادین متعلق به شرکت ملی نفت ایران و تحت مدیریت شرکت ملی مناطق نفت‌خیز جنوب است، که عملیات تولید از آن توسط شرکت بهره‌برداری نفت و گاز کارون انجام می‌گیرد.